# Vladímir Nemiróvich-Dánchenko
 Vladímir Ivánovich Nemiróvich-Dánchenko (en ruso: Владимир Иванович Немирович-Данченко, Shemokmedi, actual Georgia, 13 de diciembrejul./ 25 de diciembre de 1858greg.-Moscú, 25 de abril de 1943) fue un pedagodo, actor y director teatral ruso. Fundó en 1898 el Teatro de Arte de Moscú con Konstantín Stanislavski.
De familia ucraniana y armenia (su padre era oficial del Ejército ruso), estudió en el instituto de Tiflis y posteriormente en la Universidad Estatal de Moscú, en los departamentos de Física y Matemáticas y Jurídico, de 1876 a 1879, año en que deja la universidad por el teatro y se dedica a la crítica teatral. En 1881 publicó su primera obra, Xipóvnik, que se representaría durante un año en el Teatro Mali.
Adaptó a obra de teatro obras de autores como Fiódor Dostoyevski o Tolstói. Fue profesor de Iván Moskvín, Olga Knipper o Vsévolod Meyerhold.
Es famosa la frase «Si Stanislavski era el alma del Teatro del Arte, Nemiróvich  era el corazón». Creó el estilo de actuación y dirección del Teatro de Arte de Moscú, considerado el mejor de su época, así como la compañía de actores, pero no  dejó constancia escrita, por lo cual hoy en día solo se conoce el «Sistema Stanislavski». En 1919 creó el Teatro Musical del Teatro de Arte de Moscú, llamado Teatro Musical Nemiróvich-Dánchenko.